# B202 (België)
De B202 is een kleine lus (bretelle) die de Grote ring en de N266 verbindt in de Belgische hoofdstad Brussel.
B101 · B102 · B201 · B202 · B401 · B402 · B403 · B404 · B501 · B601 · B602 · B901